# Faustino Cardoso Gomes

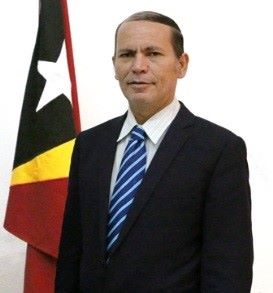
Faustino Cardoso Gomes

Faustino Cardoso Gomes ist ein osttimoresischer Beamter und Hochschullehrer.

## Werdegang

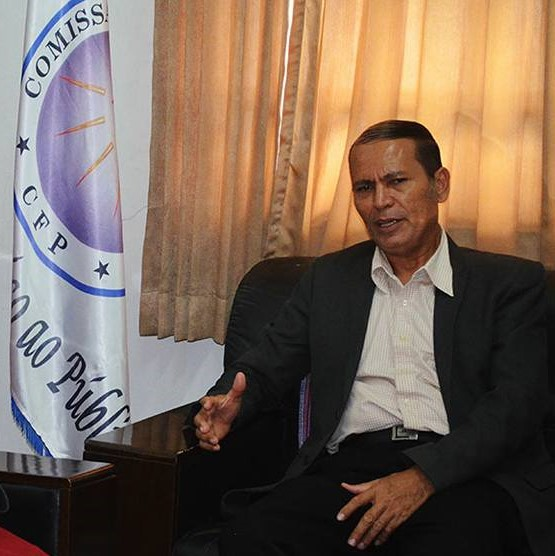
CFP-Präsident Faustino Cardoso Gomes (2017)

Gomes war von 1975 bis 1979 Mitglied der FALINTIL und geriet in indonesische Gefangenschaft.
1990 wurde er im indonesischen Yogyakarta Hochschullehrer, wechselte aber 1991 an die Universitas Timor Timur (UNTIM), der heutigen Universidade Nasionál Timór Lorosa'e (UNTL), und war da bis 1992 stellvertretender Dekan für studentische Angelegenheiten. Danach unterrichtete er weiter an der Universität, parallel zu seinen sonstigen Tätigkeiten. Von 1993 bis 1996 absolvierte er ein Studium an der Gadjah-Mada-Universität, in Zusammenarbeit mit der australischen Monash University. Gomes hat von der Universität einen Doktortitel in öffentlicher Verwaltung. Zudem war er Berater der Studentenbewegung AETIL. Seit Januar 2003 ist Gomes Dozent an der UNTL für öffentliche Verwaltung, öffentliche Ordnung, Einführung in Politikwissenschaft, human resources management und die Dezentralisierung in Osttimor. Von August 2003 bis Dezember 2010 wurde er zudem Direktor des Nationalen Forschungszentrum (portugiesisch Centro nacional de investigação CNIC). Hier koordinierte er Forschungsaktivitäten auf der universitären, nationalen und internationalen Ebene.
Von 2003 bis 2005 war Gomes nationaler Berater der Regierung Osttimors im Bereich der Dezentralisierung und von 2004 bis 2006 Mitglied der Comissão Nacional de Eleições (CNE) für die Kommunalwahlen 2004–2005 in den Sucos. Zudem war Gomes von 2005 bis 2007 Mitglied des Staatsrats.
Im Januar 2007 wurde Gomes Präsident der CNE. Am 1. Mai 2013 wurde Gomes von José Agustinho Belo als Präsident der CNE abgelöst. Gomes blieb aber Kommissar der CNE bis 2016. Am 29. Mai 2015 wurde er von der Regierung zum Kommissar und Präsidenten der Comissão da Função Pública CFP (deutsch Kommission des öffentlichen Dienstes) ernannt und löste damit Libório Pereira ab.
Am 30. April 2020 wurde Gomes von der osttimoresischen Regierung als neuer Minister für Staatsadministration (MAE) vorgeschlagen. Stattdessen wurde aber am 28. Mai 2020 seine Amtszeit als Präsident der CFP bis 2025 verlängert. Mit Antritt der neuen Regierung wurde Gomes aber vorzeitig abberufen. Ihm folgte als neuer Präsident Agostinho Letêncio de Deus.

## Ehrungen
Am 19. Mai 2012 wurde Gomes die Insígnia des Ordem de Timor-Leste verliehen.

## Veröffentlichungen
- East Timorese students in Yogyakarta suffer intimidation (2007).